# Мальцев, Владимир Михайлович
Владимир Михайлович Мальцев (25 сентября 1938 — 1990-е) — советский хоккеист, нападающий. Мастер спорта СССР.

## Биография
Воспитанник московского «Спартака». В чемпионате СССР играл за команду в сезонах 1955/56 — 1960/61. В трёх следующих сезонах, проведённых в составе «Динамо» Москва, становился серебряным призёром чемпионата. Последняя команда мастеров — клуб второй группы класса «А» «Металлург» Череповец (1965/66).